# Planada
Planada, antiguamente conocido como Geneva y Whitton, es un lugar designado por el censo ubicado en el condado de Merced en el estado estadounidense de California. En el año 2000 tenía una población de 4.369 habitantes y una densidad poblacional de 794.4 personas por km².

## Geografía
Planada se encuentra ubicado en las coordenadas 37°17′27″N 120°19′07″O / 37.29083, -120.31861. Según la Oficina del Censo, la ciudad tiene un área total de 5,5 km² (2,1 mi²), de la cual 5,5 km² (2,1 mi²) es tierra y 0 km² (0 mi²) (0%) es agua.

## Demografía
Según la Oficina del Censo en 2000 los ingresos medios por hogar en la localidad eran de $24,286, y los ingresos medios por familia eran $24,513. Los hombres tenían unos ingresos medios de $20,341 frente a los $20,446 para las mujeres. La renta per cápita para la localidad era de $9,864. Alrededor del 33.9% de la población estaban por debajo del umbral de pobreza.